# 競爭的維護者
《競爭的維護者》是日本作家新川帆立的長篇小說，於2022年5月11日由講談社發行單行本。

## 出版書籍
| 講談社        | 講談社                 | 講談社 |
| 發售日期      | ISBN                   | 版本   |
| ------------- | ---------------------- | ------ |
| 2022年5月11日 | ISBN 978-4-06-526814-8 | 單行本 |

## 電視劇
改編電視劇於2022年7月11日至9月19日於富士電視台的月九時段播出，由坂口健太郎和杏雙主演。
台灣由friDay影音於7月12日起獨家跟播。

### 演員列表

#### 主要人物
- 小勝負勉：坂口健太郎[2]

隸屬於公正取引委員會・第六審查（通稱“第六”）的審查官。20歲時司法考試合格並以東大法學部首席畢業的菁英。
- 白熊楓：杏[2]

隸屬於公正取引委員會・第六審查的審查官。前刑警，因讓犯人逃脫，被命令調至第六。

#### 第六審查
- 桃園千代子：小池榮子[3]

主查。楓的上司。
- 風見慎一：大倉孝二[3]

現場組長。
- 六角洸介：加藤清史郎[3]

審查官。
- 本聰子：寺島忍[4]

審查長。唯一知道小勝負過去的人。

#### 其他人物
- 藤堂清正：小日向文世[5]

國土交通省・事務次官。
- 大森徹也：黑羽麻璃央[5]

刑警；白熊的男友、曾經的同事。
- 綠川瑛子：大西禮芳[5]

檢察官；與小勝負是東大時期的同學。
- 紺野守里：石川萌香[5]

隸屬於公正取引委員會DFT（數據分析小組）。數據資料復原專家。

### 客串角色

#### 第1話
- 豐島浩平：長谷川朝晴

「入賀建設」土木營業本部長。卡特爾的調查對象。
- 豐島美月：服部樹咲

浩平的女兒；高中生。
價格壟斷嫌疑的三家酒店
- 天澤雲海：山本耕史[6]

「天澤飯店」社長。
- 長澤俊哉：濱津隆之[6]

「天澤飯店」主任。
- 碓井健司：瀧川英次[6]

「天澤飯店」婚禮部門長。
- 安藤正夫：勝矢[6]

「古典飯店」社長。
- 政岡一郎：春海四方[6]

「溫泉鄉 絆」社長。
- 石田正樹：武田航平[6]

「石田花店」店長。
- 石田七瀨：野村麻純[6]

正樹的妻子。

#### 第2話
- 長澤由香里：新津知世

長澤俊哉的女兒。
- 青柳步夢：岩岡徹（Da-iCE）

花店「bouquet de fée」店長。

#### 第4話
- 柴野龍平：岡田義德

「Ares電機」商品開發本部長。
- 六角敦夫：羽場裕一

六角洸介的父親。檢察廳幹部。
- 丸川俊春：吉澤悠

「丸川金屬工業」社長。與「Ares電機」的柴野是中學時期軟式棒球隊的隊友。
- 一木晃：坂田聰

「一木製作所」社長。
- 仁科卓也：六角慎司

「仁科技工」社長。
- 三谷靜江：正木佐和

「三谷電子製作所」社長。
- 駒場直樹：小松和重

檢察官。
- 風見大輔：兩角慶

風見慎一的兒子。

#### 第5話
- 北村雅也：阿部翔平

「Ares電機」職員。柴野的部下。

#### 第6話
- 赤羽千尋：真飛聖

「赤羽屋」社長。關東和服協會會長。
- 井手香澄：萩原農

「FIVE SEASON」社長。曾經是赤羽的部下。

#### 第7話
- 黑崎美佐子：雛形明子

市場最大線上購物網站「三星Market」品牌事業部長。負責經營線上服飾品牌「Uncurrent」。
- 山邊純次：姜暢雄

「三星Market」社長。
- 館山留美：夏子

株式會社「Lead Shop」品牌事業部職員。品牌「One Sewing」設計師。
- 牧原：松田航輝

線上購物公司「Two Reach」職員。
- 立川：太田彩乃

線上購物公司「All Factory」職員。

#### 第8話
- 小勝負誠：高橋努

「小勝負建設」社長。勉的父親。
- 小勝負朋子：遠藤久美子

勉的母親。
- 三島徹：今井悠貴

15年前公取委・四國分所的審查官。本庄的後輩。
- 上沼慎太郎：岡山一

15年前公取委・四國分所的審查課長。
- 木下健一：石井正則

大型承包商公司「Ractor建設」營業本部長。
- 安藤：安藤廣郎

建材商人員。
- 小津耕介：竹財輝之助

中型承包商公司「小津建設」社長。
- 小津環：前田亞季

耕介的妻子。「小津建設」的職員。
- 樋山雄也：平原鐵

「Ractor建設」土木營業本部長。

### 製作團隊
- 原作：新川帆立《競爭的維護者》（講談社）
- 編劇：丑尾健太郎、神田優、穴吹一朗、蓼内健太
- 導演：相澤秀幸、森脇智延
- 配樂：山田豐
- 主題曲：idom「GLOW」
- 製作人：野田悠介
- 製作・著作：富士電視台

### 播出日程
- 第1話加長30分鐘（21:00 - 22:24）。

| 集數                                                                      | 播出日期 | 日文標題 | 中文標題 (friDay影音) | 編劇                       | 導演     | 收視率 |
| ------------------------------------------------------------------------- | -------- | -------- | --------------------- | -------------------------- | -------- | ------ |
| 第1話                                                                     | 7月11日  |          | 揭發真相的新英雄登場  | 丑尾健太郎 神田優 穴吹一朗 | 相澤秀幸 | 11.8%  |
| 第2話                                                                     | 7月18日  |          | 倒數計時的調查        | 丑尾健太郎 神田優 穴吹一朗 | 相澤秀幸 | 08.9%  |
| 第3話                                                                     | 7月25日  |          | 全面開戰              | 丑尾健太郎 神田優 穴吹一朗 | 相澤秀幸 | 09.4%  |
| 第4話                                                                     | 8月01日  |          | 全新勁敵登場          | 神田優                     | 森脇智延 | 09.4%  |
| 第5話                                                                     | 8月08日  |          | 真正的夥伴            | 神田優                     | 森脇智延 | 08.0%  |
| 第6話                                                                     | 8月15日  |          | 下半場開戰            | 丑尾健太郎                 | 相澤秀幸 | 08.1%  |
| 第7話                                                                     | 8月22日  |          | 購物網的限制轉售價格  | 神田優                     | 森脇智延 | 08.0%  |
| 第8話                                                                     | 8月29日  |          | 小勝負的過去          | 丑尾健太郎 蓼内健太        | 野田悠介 | 08.0%  |
| 第9話                                                                     | 9月05日  |          | 挺身而出的英雄們      | 神田優                     | 相澤秀幸 | 08.9%  |
| 第10話                                                                    | 9月12日  |          | 命運之戰完結篇        | 神田優 丑尾健太郎 蓼内健太 | 相澤秀幸 | 07.3%  |
| 最終話                                                                    | 9月19日  |          | 最後的團體戰          | 神田優                     | 森脇智延 | 09.5%  |
| 平均收視率 8.8%（收視率由Video Research調查關東地區、家戶的即時統計資料） |          |          |                       |                            |          |        |

## 外部連結
- 小說官方網站 （页面存档备份，存于）－講談社 （日語）
- 電視劇官方網站 （页面存档备份，存于）－富士電視台 （日語）
  - 電視劇的X（前Twitter）（日語）
  - 電視劇的Instagram帳戶（日語）

| 日本 富士電視台 週一晚間九點連續劇      | 日本 富士電視台 週一晚間九點連續劇               | 日本 富士電視台 週一晚間九點連續劇 |
| --------------------------------------- | ------------------------------------------------ | ---------------------------------- |
|                                         | 競爭的維護者 （2022年7月11日－9月19日）          |                                    |
| 前男友的遺書 （2022年4月11日－6月20日） | PICU 小兒集中治療室 （2022年10月10日－12月19日） |                                    |

| 臺灣 緯來日本台 每週一至五 21:00 - 22:00        | 臺灣 緯來日本台 每週一至五 21:00 - 22:00   | 臺灣 緯來日本台 每週一至五 21:00 - 22:00 |
| ----------------------------------------------- | ------------------------------------------ | ---------------------------------------- |
|                                                 | 公平交易英雄 （2022年10月17日 - 10月31日） |                                          |
| 她們～母女三代物語 （2022年8月23日 - 10月14日） | 老菜鳥 （2022年11月1日 - 11月14日）        |                                          |